# Великоногові
Великоногові, або смітні кури (Megapodiidae) — родина птахів ряду куроподібних, що складається з 7 родів та 20 сучасних видів.

## Опис
Розміри середні, ноги великі, порівняно високі, маса від 0,5 до 2 кг. Забарвлення пір'я темне.
Ведуть наземний спосіб життя, живляться рослинною, почасти тваринною їжею.

## Поширення
Смітні кури поширені в Австралії і на островах, розташованих на північ від неї. При цьому географічний спектр досить широкий. До них належать Тонга і Вануату, Соломонові острови, архіпелаг Бісмарка, Нова Гвінея, Філіппіни, Індонезія і Нікобарські острови.
Викопні рештки відомі з плейстоценових відкладів Австралії.

## Розмноження
На відміну від більшості інших птахів, смітні кури не висиджують свої яйця (6—7, іноді до 25 штук), а закопують їх у землю або на купу перегною, де вони розвиваються за рахунок сонячного тепла або тепла, що виникає при гнитті рослин. Стежить за яйцями самець. Ніжна шкіра всередині дзьоба служить йому своєрідним «термометром». З його допомогою самець відстежує температуру всередині «інкубатора» і залежно від її коливань або розкопує яйця, або засипає піском (висота купи може бути до 1 м). Зародок розвивається при температурі +35…+40° С, яка виникає під час гниття рослинних решток (листя тощо). Коли вилуплюються пташенята, вони виповзають з-під піску і відпочивають. Але через кілька годин вони вже здатні бігати, а через добу — літати.

## Систематика
- Чагарниковий великоніг (Aepypodius)
- Східний великоніг (Alectura)
- Молуцький великоніг (Eulipoa)
- Строкатий великоніг (Leipoa)
- Малео (Macrocephalon)
- Великоніг (Megapodius)
- Новогвінейський великоніг (Talegalla)

Викопні
- †Garrdimalga
- †Latagallina
- †Mwalau
- †Ngawupodius
- †Progura